# Henry Seymour, 9.º Marquês de Hertford
Henry (Harry) Jocelyn Seymour, 9.º Marquês de Hertford DL (nascido em 6 de julho de 1958) é um nobre britânico, filho de Hugh Seymour, 8.º Marquês de Hertford. Ele foi educado na Harrow School e no Royal Agricultural College, em Cirencester. Ele atualmente reside em Ragley Hall, Warwickshire, onde está encarregado da propriedade desde 1991. 
Foi membro da Câmara dos Lordes de 1997 a 1999 e é vice-tenente de Warwickshire. 

## Vida familiar
Em 1990, ele se casou com a brasileira Beatriz Karam. Eles têm quatro filhos:
- Lady Gabriella Helen Seymour (nascida em 1992)

- William Francis Seymour, Conde de Yarmouth (nascido em 2 de novembro de 1993). Ele é casado com Kelsey Wells e eles têm dois filhos:
  - Clement Andrew, Visconde Beauchamp (n. 2019) e
  - A Honorável Jocelyn William (n. 2021)

- Lorde Edward George Seymour (nascido em 1995)

- Lady Antonia Louisa Seymour (nascida em 1998)

## Links externos
- Hansard 1803–2005: contributions in Parliament by the Marquess of Hertford
- Henry Seymour, 9th Marquess of Hertford